# Зігфрід Вестфаль
Зігфрід Карл Теодор Вестфаль (нім. Siegfrid Karl Theodor Westphal; 18 березня 1902, Лейпциг — 2 липня 1982, Целле) — німецький офіцер, генерал кавалерії. Кавалер Лицарського хреста Залізного хреста.

## Біографія

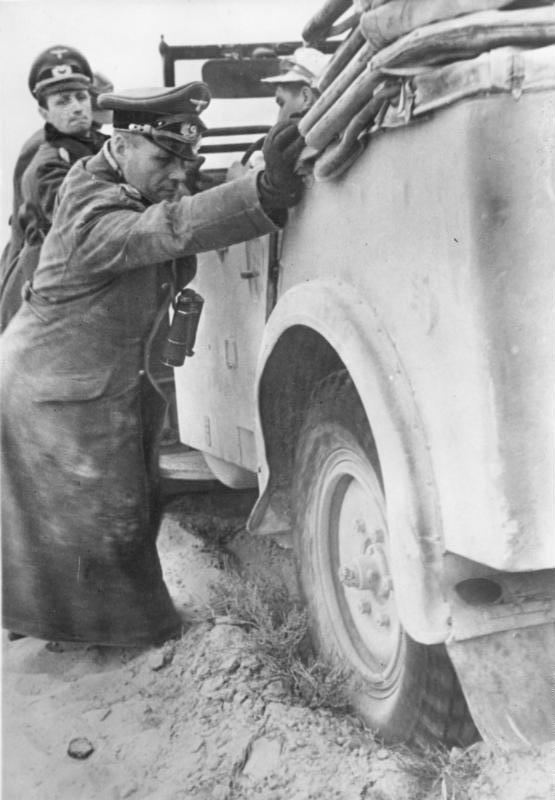
Вестфаль (позаду) і Ервін Роммель (Північна Африка, 1941).

10 листопада 1918 року поступив на службу в 2-й бранденбурзький піхотний полк «Принц Карл Прусський» № 12. Потім закінчив військове училище в Берліні-Ліхтерфельді. З грудня 1922 року служив у 11-му (прусському) кавалерійському полку. З 26 серпня 1939 року — начальник оперативного відділу (Іа) штабу 58-ї піхотної дивізії, з 15 березня по 1 серпня 1940 року — 21-го армійського корпусу. З 1 вересня 1941 року — начальник оперативного відділу танкової армії «Африка», потім з 6 по 30 грудня 1942 року — начальник штабу. З 1 лютого 1943 року — начальник керівного відділу генштабу верховного командування «Південь». З 15 червня 1943 року — начальник Генштабу верховного командування «Південь», з 21 листопада 1943 року — верховного командування «Південний Захід», з 10 вересня 1944 року — верховного командування «Захід», з 22 квітня 1945 року — знову верховного командування «Південь». 8 травня 1945 року взятий в полон американськими військами. Виступав в якості свідка на Нюрнберзькому процесі. У грудні 1947 року звільнений.

## Звання
- Фанен-юнкер (10 листопада 1918)
- Лейтенант (1 грудня 1922)
- Обер-лейтенант (1 листопада 1927)
- Ротмістр (1 травня 1934)
- Гауптман (1 лютого 1937)
- Ротмістр (10 листопада 1938)
- Майор (5 січня 1939)
- Оберст-лейтенант (1 лютого 1941)
- Оберст (1 серпня 1942)
- Генерал-майор (10 березня 1943)
- Генерал-лейтенант (1 квітня 1944)
- Генерал кавалерії (28 лютого 1945)

## Нагороди
- Почесний хрест ветерана війни з мечами
- Медаль «За вислугу років у Вермахті» 4-го, 3-го і 2-го класу (18 років)
- Залізний хрест
  - 2-го класу (10 або 11 травня 1940)
  - 1-го класу (28 травня 1940)
- Срібна медаль «За військову доблесть» (Італія) (15 грудня 1941)[6]
- Німецький хрест в золоті (19 грудня 1941) — перший кавалер серед офіцерів Генштабу.
- Нагрудний знак «За танкову атаку» в сріблі (9 лютого 1942)
- Нагрудний знак «За поранення» в чорному (1942)
- Лицарський хрест Залізного хреста (29 листопада 1942)
- Нарукавна стрічка «Африка» (1943)
- Медаль «За італо-німецьку кампанію в Африці» (Королівство Італія; 1943)
- Колоніальний орден Зірки Італії, командорський хрест[6]
- Орден Римського орла, великий офіцерський хрест з мечами (Королівство Італія)[6]
- Орден Почесного легіону, командорський хрест (Франція; 1970)
- Орден «За заслуги перед Федеративною Республікою Німеччина»
  - командорський хрест (1971)
  - великий офіцерський хрест (1977)
- Почесний президент Європейського союзу фронтовиків